# Liste der Kellergassen in Bernhardsthal
Die Liste der Kellergassen in Bernhardsthal führt die Kellergassen in der niederösterreichischen Gemeinde Bernhardsthal an. Von einer weiteren Kellergasse, die sich am südlichen Ortsrand von Katzelsdorf am Adamsberg (Lage) befunden haben soll, ist fast nichts mehr erhalten.
| Foto |                 | Kellergasse                                          | Standort                   | Beschreibung |
| ---- | --------------- | ---------------------------------------------------- | -------------------------- | --- |
| ja   | Datei hochladen | Kellergasse (Bernhardsthal)                          | KG: Bernhardsthal Standort | Die Kellergasse ist eine einseitige Einzelkellergasse an einer durch Lehmabbau entstandenen Geländekante am damaligen Westrand von Bernhardsthal. Schmidbaur erfasste in der Kellergasse im engeren Sinn 26 Gebäude auf einer Länge von 130 Metern. Die älteste Datierung geht auf das Jahr 1935 zurück. Doch sowohl an der nördlichen Fortsetzung der Geländekante über die Mühlberggasse hinweg entlang der Hintausgasse und ein kurzes Stück der Hauptstraße in Richtung Reinthal entlang als auch an der südöstlichen Fortsetzung der Geländekante entlang der Meierhofgasse gibt es weitere Keller, so dass sich die Keller über eine Gesamtlänge von etwa 500 Metern erstrecken. |
| ja   | Datei hochladen | Marterberg, Radschin                                 | KG: Katzelsdorf Standort   | Die Kellergasse ist ein beidseitiges Kellergassensystem in Hang- und Grubenlage. Sie besteht aus 71 Gebäuden und erstreckt sich über eine Länge von 900 Metern im nordöstlichen Hintaus von Katzelsdorf. |
| BW   | Datei hochladen | Teichberg                                            | KG: Katzelsdorf Standort   | Das beidseitige Kellergassensystem in Graben- und Hanglage besteht aus 94 Gebäuden, die sich in lockerer Anordnung über eine Länge von 1200 Metern am Teichberg und Silberberg hinter dem westlichen Hintaus von Katzelsdorf erstrecken. |
| ja   | Datei hochladen | Kellergasse, 2. Hintaus                              | KG: Reinthal Standort      | Das einseitige Kellergassensystem befindet sich in Hanglage am westlichen Ortsrand im Hintaus. Sie besteht aus 38 Gebäuden (darunter 31 Keller und Presshäuser) und hat eine Länge von 300 Metern. |
| BW   | Datei hochladen | Gstätte, Feldsberger Straße, Reinberg, Ziegelofenweg | KG: Reinthal Standort      | Das ausgedehnte unübersichtliche Kellergassensystem, das den gesamten Nordteil von Reintal umfasst, erstreckt sich über eine Länge von 1500 Metern und umfasst laut Schmidbaur 198 Gebäude, darunter jedoch nur 147 Keller und Presshäuser, der Rest sind Wohnbauten, Scheunen u. Ä. Die Keller liegen hier an Gräben und Geländekanten, von der „Gstätte“ (Lage) über die Feldsberger Straße und unmittelbar südlich davon verlaufende Gräben (Lage) sowie die breiten Gräben am Reinberg (Lage) bis hin zum Ziegelofenweg (Lage). |
| BW   | Datei hochladen | Bernhardsthaler Straße                               | KG: Reinthal Standort      | Die Kellergasse ist ein beidseitiges Kellergassensystem in der Ebene und an einer Geländekante an der östlichen Ortsausfahrt. Sie besteht aus 24 Gebäuden (darunter 19 Keller und Presshäuser) und hat eine Länge von 200 Metern. |

| Foto:                    | Fotografie der Kellergasse (Gesamtheit). Klicken des Fotos erzeugt eine vergrößerte Ansicht. Daneben finden sich zwei Symbole: \| Weitere Bilder vorhanden \| Das Symbol bedeutet, dass weitere Fotos des Objekts verfügbar sind. Durch Klicken des Symbols werden sie angezeigt. \| \| Eigenes Foto hochladen \| Durch Klicken des Symbols können weitere Fotos des Objekts in das Medienarchiv Wikimedia Commons hochgeladen werden. \| |
| Name:                    | Bezeichnung der Kellergasse |
| Standort:                | Es ist die Katastralgemeinde (KG) angegeben. Durch Aufruf des Links Standort wird die Lage der Kellergasse in verschiedenen Kartenprojekten angezeigt. |
| Beschreibung             | Kurze Beschreibung der Kellergasse |
| Weitere Bilder vorhanden | Das Symbol bedeutet, dass weitere Fotos des Objekts verfügbar sind. Durch Klicken des Symbols werden sie angezeigt. |
| Eigenes Foto hochladen   | Durch Klicken des Symbols können weitere Fotos des Objekts in das Medienarchiv Wikimedia Commons hochgeladen werden. |